# Роквелл Кент
Роквелл Кент (англ. Rockwell Kent, 21 червня 1882, Террітаун — 13 березня 1971, Платсберг, штат Нью-Йорк) — художник зі Сполучених Штатів, представник реалістичного пейзажного живопису. Письменник, графік, художник книги, громадський діяч, завзятий мандрівник.

## Життєпис
Художник народився в сім'ї юриста. На честь батька  назвали сина — Роквелл Кент. В родині було троє дітей, коли батько помер у 1887 р., їхнім вихованням займалася мати Сара Бенкер, бабуся Роквелла і тітка Еннті Джо, що була художницею (навчалася в місті Дрезден).
Кент змінив декілька шкіл, але захоплювався малюванням, кресленням. Родинна рада з жінок направила юнака на навчання в Колумбійський університет (архітектурний факультет). Кент рано залишив родину, аби не бути тягарем для небагатих жінок. Заробляв на життя на будівництві, проектував будинки. В дозвілля не полишав малювання й живопис. Бажання стати художником привело його в Нью-Йорк.

### Навчання у Роберта Генрі
Роберт Генрі (1865—1929) — відомий представник реалістичного мистецтва США, ватажок так званих «нью-йоркських реалістів» і супротивників американського академізму. В майстерні Роберта Генрі молодий митець отримав потужну мистецьку школу і став прибічником реалізму, який не полишав все життя. Серед учнів Генрі того ж часу — Едвард Гоппер та Джордж Беллоуз.
Саме за порадою Генрі Роквелл Кент поїхав на острів Монхеган, до дикої природи, на північ, який стане наскрізною темою в творчості художника. Пізніше Кент стане одним з небагатьох художників, що малюватиме Гренландію, Вогняну Землю, Аляску, дикі куточки і заповідники штату Массачусетс.

### Родина Роквела Кента
Роквел Кент пошлюбився 1908 року з Кетлін Вайтинг, котра була племінницею його вчителя Еббота Тейєра (1849—1921). До шлюбу молоді зустрічались нечасто, лише тоді, коли Кент прибував з острова Монхеган в Беркшир, де мешкала наречена. Необхідність заробляти примушувала художника міняти місця роботи. 1913 року у них народилась третя дитина. Життя в Нью-Йорку, небезпечне і дороге, примусило забрати родину 1914 року на острів Ньюфаундленд, де було дешевше і здоровіше для дітей. Всього родина мала п'ятеро дітей.

### Політична діяльність

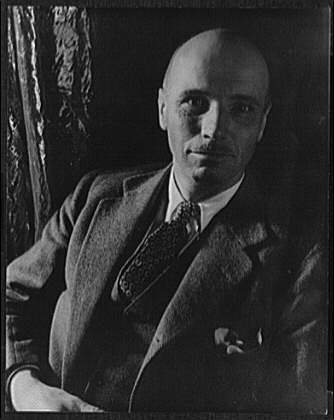
Роквелл Кент, 1933 рік

З 1930-х років починається участь Кента в політичних рухах. З 1939 року він у політичній організації соціалістичного спрямування. Художник був посланцем до Всесвітнього конгресу за розброєння та мир, став членом Всесвітньої Ради Миру з 1955 року.
У 1950 році він вперше приїхав до СРСР. Подорож була нетривалою, але справила приємне враження на митця. Неприємне враження, навпаки, було у Держдепартамента США, що позбавив художника закордонного паспорта. Кент подав судовий позив на Держдепартамент. Тяганина тривала декілька років, але суд визнав правоту художника. Прихильності до владних установ США у Кента це не додало. Він став політично «неблагонадійним» на батьківщині. Всі його спроби подарувати свої картини і збірки музеям США відхилили.
Художник нажив підозріле ставлення влади і втратив популярність в країні, де запанували абстракціонізм і інші течії постмодернізму. Роботи художника не купували. У нього виникло оманливе відчуття непотрібності своїх творів для США.

### Шалена слава в СРСР
Серед подорожей художника і подорож до СРСР. Виставки картин американського майстра в межах дозованої цензури мали тим не менше шалений успіх в СРСР. Адже пейзажі не агітували за капіталізм. Твори майстра змогли побачити в різних містах СРСР, серед яких Рига, Ленінград, Одеса, Київ, Москва. Художник з дружиною приїздили в Україну на Закарпаття, а також у Київ і в Крим.
Позбавлений уваги і підтримки на батьківщині, літній художник наважився на незвичний крок і подарував СРСР значну кількість своїх творів живопису і графіки.
Три міста в Україні після розподілу дару отримали картини художника, серед них Львів, Одеса, Київ.

### Зустріч з українськими художниками
Роквелл Кент з великим теплом ставився до жителів Радянського Союзу, в мистецькому середовищі якого знайшов однодумців в розумінні призначення мистецтва. У передмові до другого видання повісті «Саламіна» він  писав: «Нещодавно в Москві я зустрівся з двома обдарованими молодими художниками з Києва  Адою Рибачук  і  Володимиром Мельниченком. Вони жили і працювали в Радянській Арктиці, так само, як і я, вони люблять Крайню Північ і його мешканців. Мені говорили, нібито дехто дорікав цим художникам, що, живучи на півночі, вони відриваються від дійсності. Яке несправедливе це звинувачення!
Під блискучим покривом сучасного життя, його культурних манер і одягу, все зростаючих зручностей, знаходиться Людство, Людина, з його розумом і почуттями. Хіба це не змушує нас прагнути проникнути крізь покрови, щоб пізнати людину, її сутність? Хіба мистецтво не повинно відкрити її нам? Цю сутність відкривають роботи двох згадуваних молодих художників ... Ми, хто прагнуть створити для людей кращий світ, повинні знати глину, з якої ліпимо людину. » .

### Визнання в США

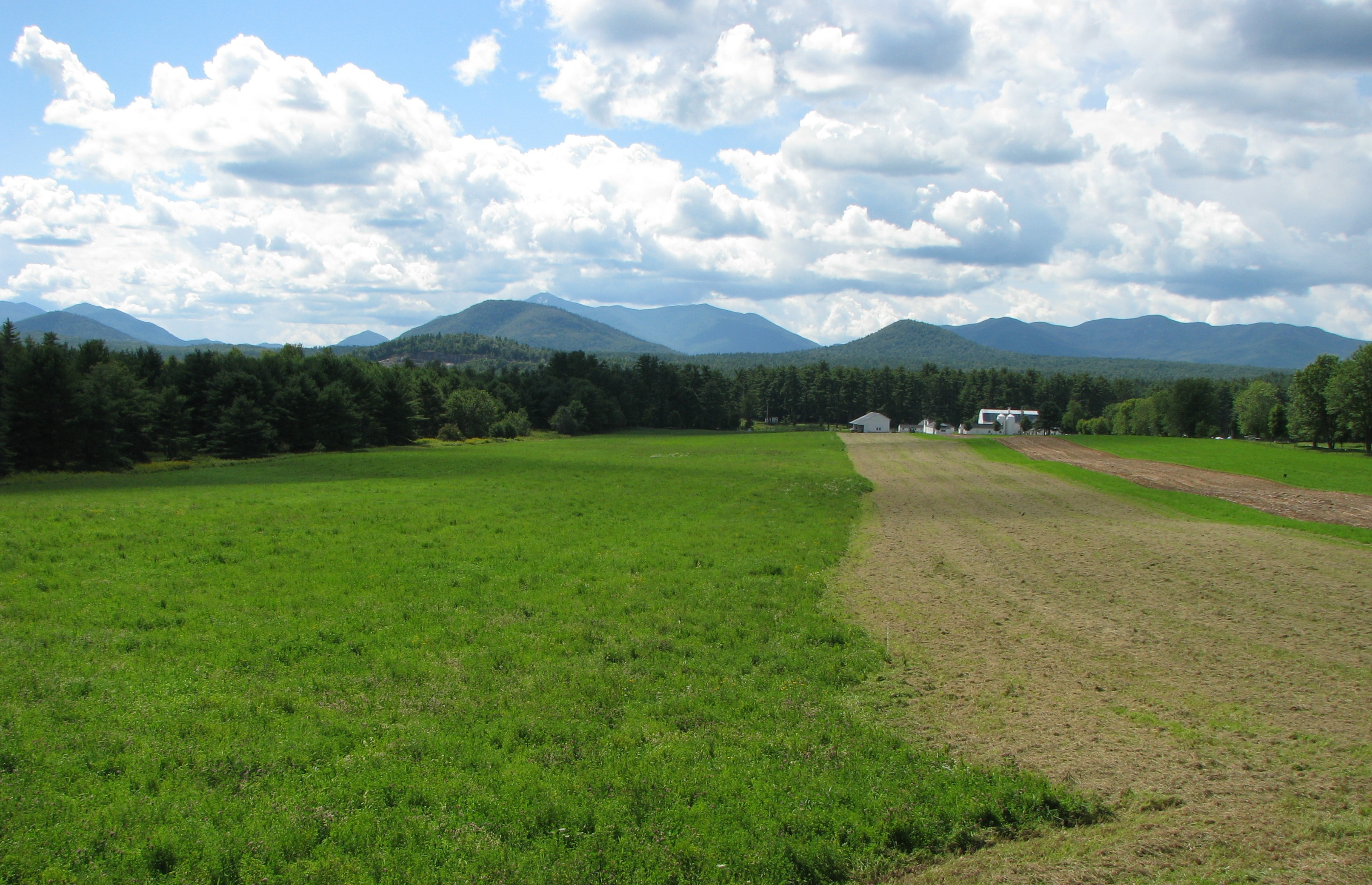
Шлях до садиби Кента — Асгор

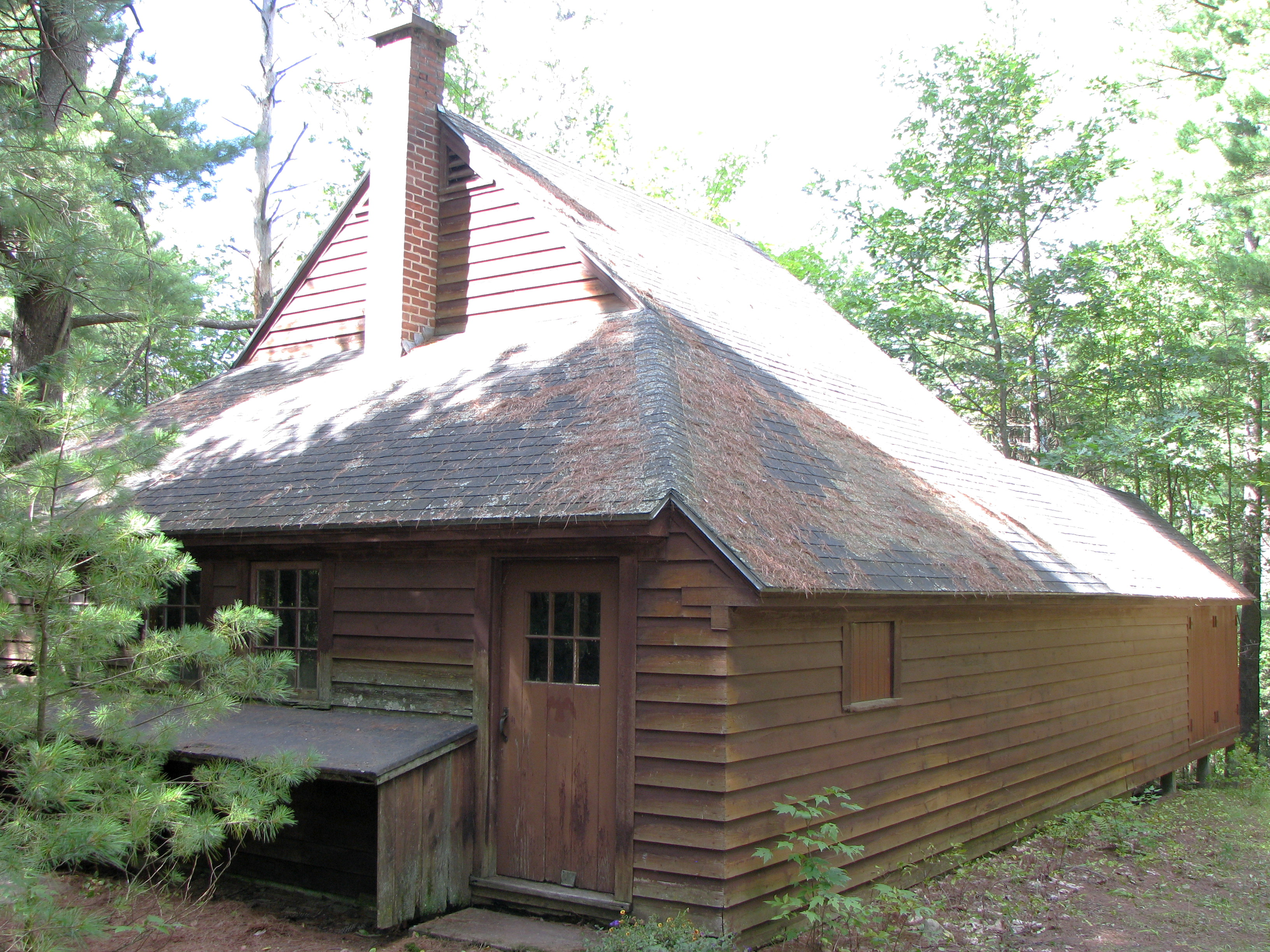
Майстерня

В квітні 1969 року сталася пожежа в садибі Кента Асгор. Згоріли будинок і колекції, привезені з подорожей, бібліотека у 10 000 примірників, частка картин. Був пошкоджений архів художника, який встигли врятувати. Пізніше архів реставрували і передали на збереження в столицю Вашингтон в Архів американського мистецтва. В садибі Асгор, яку Кент встиг відновити після пожежі, його і поховали після смерті у 1971 році.
До художника посмертно прийшли слава та визнання і на батьківщині. Втрата багатьох картин художника для США пізніше спонукала громадськість країни викупати картини майстра з приватних збірок чи передавати їх у музеї. Картини Роквелла Кента нині зберігають музеї штатів Коннектикут, Огайо, Вашингтон на заході США, декілька інститутів, Метрополітен-музей в Нью-Йорку.

## Графіка Роквелла Кента

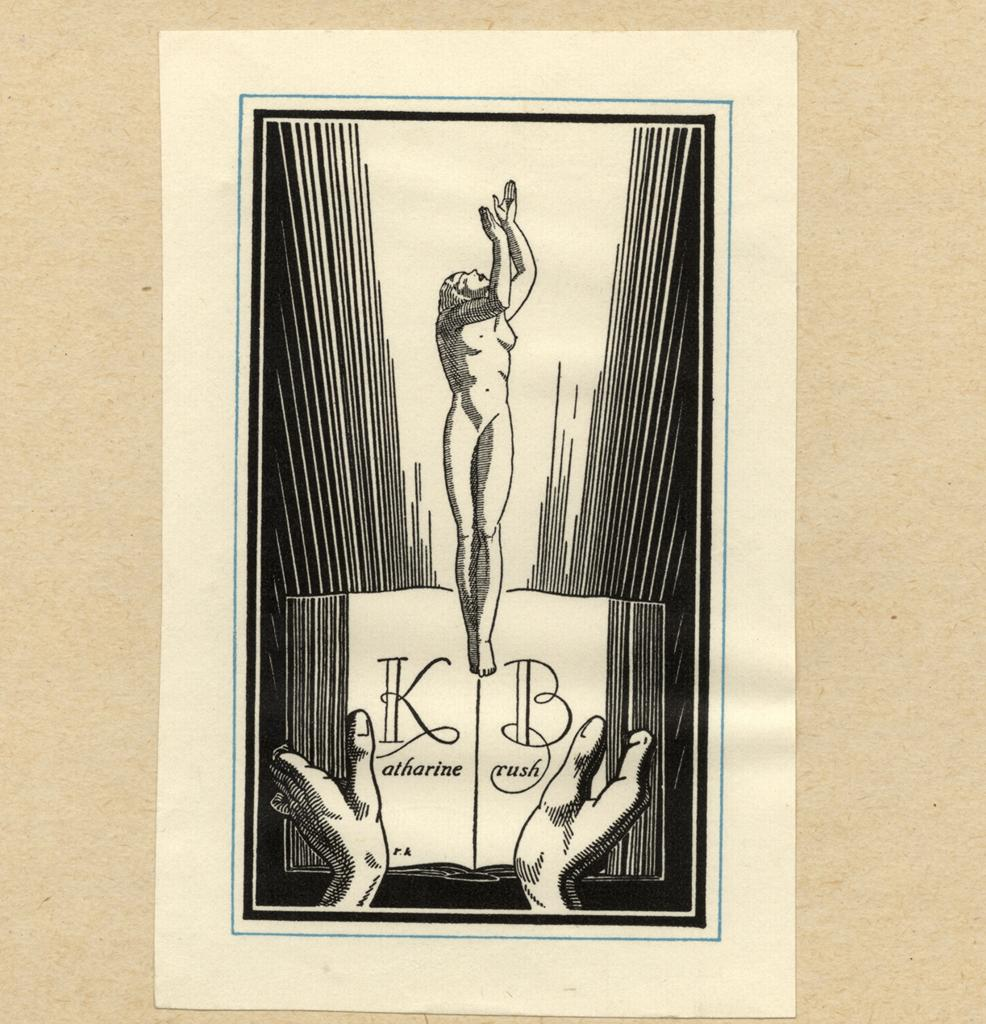
Роквелл Кент. «Екслібрис Кетрін Браш», бл. 1920 р.

Художник належить до видатних графіків США в 20 столітті. Про це свідчить і посмертний каталог гравюр Кента, упорядкований Деном Берн-Джонсом і надрукований у 1975 році.
Роквелл Кент — автор малюнків і світлин до літературних творів Бокаччо, Шекспіра, Мелвілла, американського поета Волта Вітмена.

## Вибрані художні твори
- «Острів Мен взимку», 1906

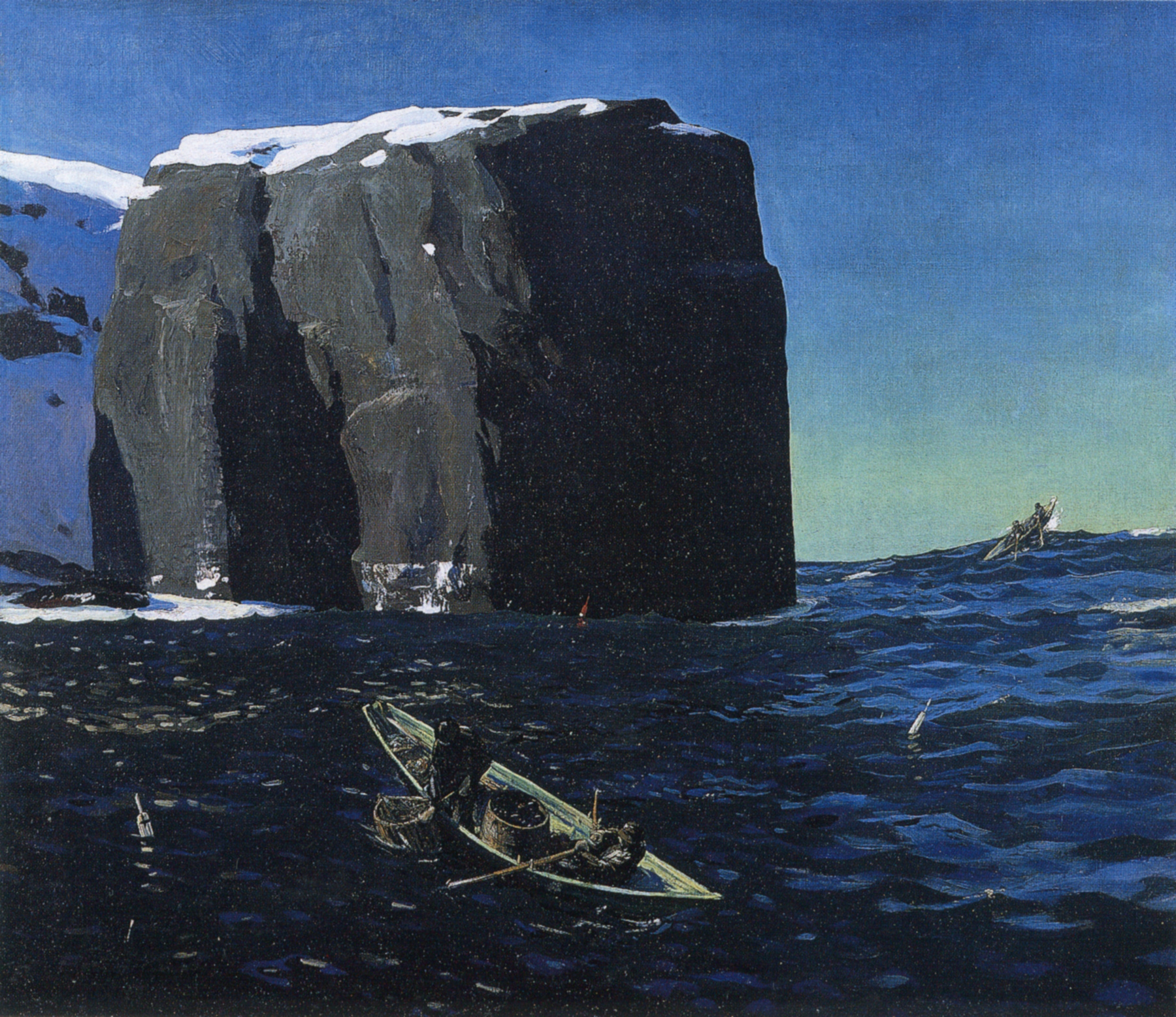
Роквел Кент. «Працівники моря», 1907 р.

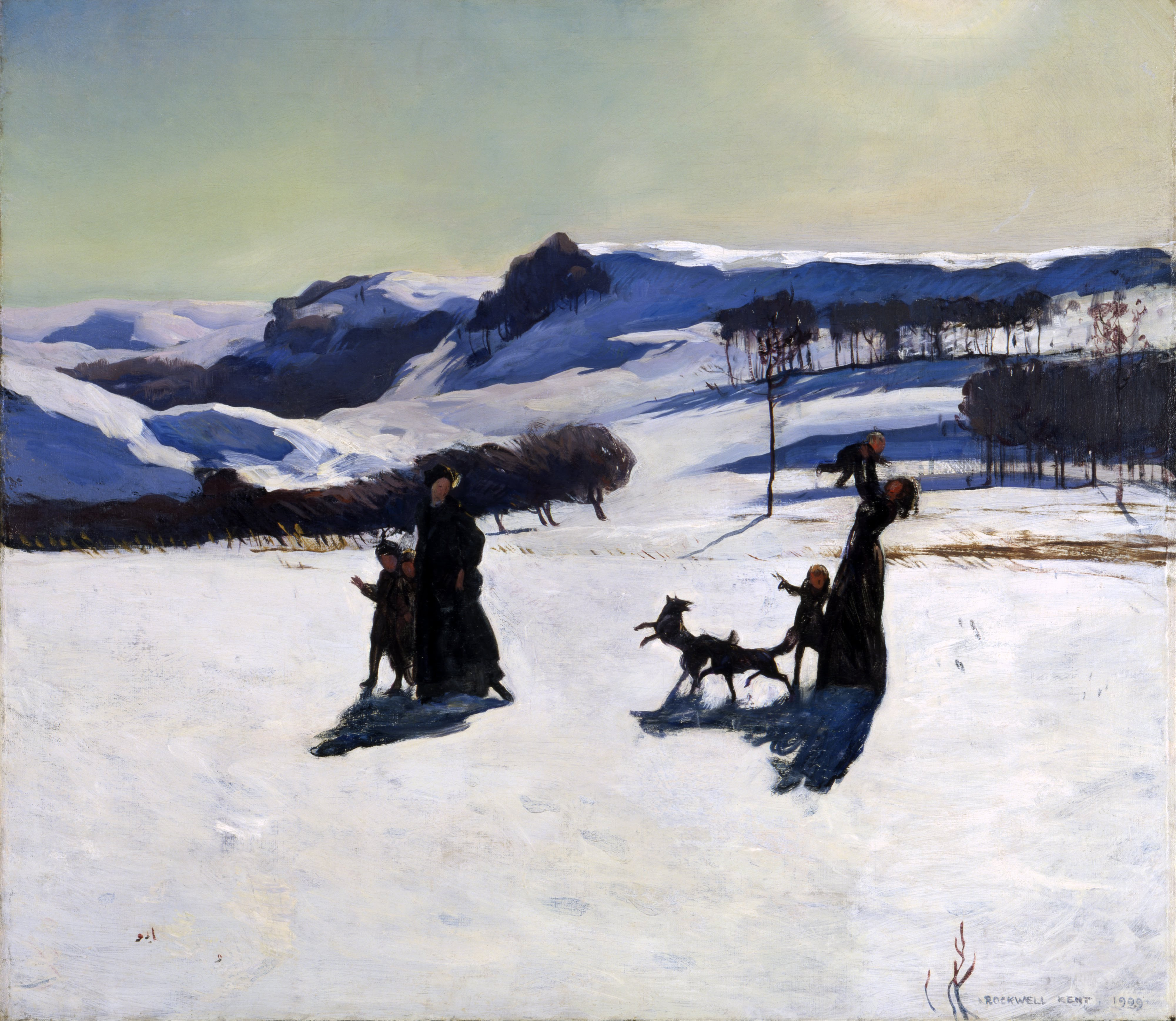
Роквел Кент. «Беркшир взимку», 1909 р.

- «Весняна лихоманка. Беркшир», 1908
- «Село на узбережжі острову Мен», 1909
- «Захід сонця на мохегані», 1910
- «Сонячний блиск», 1919
- «Аляска. Вигляд з острову Лисиць взимку», 1919
- «В очікуванні побачення», 1929
- «Фіорд Семірлик. Південна Гренландія», 1929
- «Художник у Гренландії», 1929
- «Християнський цвинтар. Південна Гренландія», 1929
- «Берег Гренландії», 1931
- «Гренландці поблизу Годховна», 1932
- «Мертва тиша. Північна Гренландія», 1932
- «Листопад в Північній Гренландії», 1932
- «Жіноча робота. Південна Гренландія», 1932
- «Собаки у фіорді Кангердлуарссук. Північна Гренландія», 1933
- «Похмурий день. Фіорд в Північній Гренландії», 1933
- «Ескімос у човні каяк», 1933
- «Мисливець на тюленів. Північна Гренландія», 1933
- «Ферма Асгор. Саллі верхи», 1948
- «Літній день. Ферма Асгор» , 1950
- «Гора Ассінібойн. Канадські Скелясті гори», 1952
- «Менськи туман. Монхеган», 1955
- «Полювання на омарів», 1955
- «Молоді ялини. Менське узбережжя», 1955
- «Наближення бурі», 1959
- «Річка Осейбл взимку», 1960
- «Шлях до ферми Асгор», 1960
- "Адірондакська осінь "
- «Буря на морі»
- «Мисливець в Гренландії»
- «Старий власник, старий кінь, стара комора, старий світ»

## Видання російською мовою
- Рокуелл Кент.  Курс N by E. / Пер. з англ. З. Житомирської,  Мал. автора. - М .: Географгиз, 1962. - 272 с .: іл.
- Рокуелл Кент.  Саламіна. / Пер. з англ. В. Житомирського, Н. Я. Болотникова. Мал. автора. - М .: Географгиз, 1962. - 392 с .: іл.
- Рокуелл Кент.  Саламіна. / Вид. друге. Пер. з англ. В. Житомирського. Післямова й приміт. Н. Болотникова. Мал. автора. - М .: Мысль, 1965. - 389 с .: іл.- Серія «Подорожі, пригоди, фантастика». -
- Рокуелл Кент.  В дикому краю / Пер. з англ. З.  Житомирської. Мал. автора. - М .: Мысль, 1965. - 192 с .: іл. - Серія «Подорожі, пригоди, фантастика».
- Рокуелл Кент.  Це я, Господи! / Пер. з англ. І. Кулаковської, К. Чугунова. Мал. автора. - М .: Мистецтво, 1965. - 648 с .: іл.
- Рокуелл Кент.  Плавання на південь від Магелланової протоки. / Пер. з англ. М. Тугушевої, М. Явно. Мал. автора. - М .: Мысль, 1966. - 248 с .: іл. - Серія «Подорожі, пригоди, фантастика».
- Рокуелл Кент.  Гренландский щоденник. / Пер. з англ. В. Житомирського. - М .: Мысль, 1969. - 312 с .: іл. - Серія «Подорожі, пригоди, фантастика».